# 진명황의 집행검

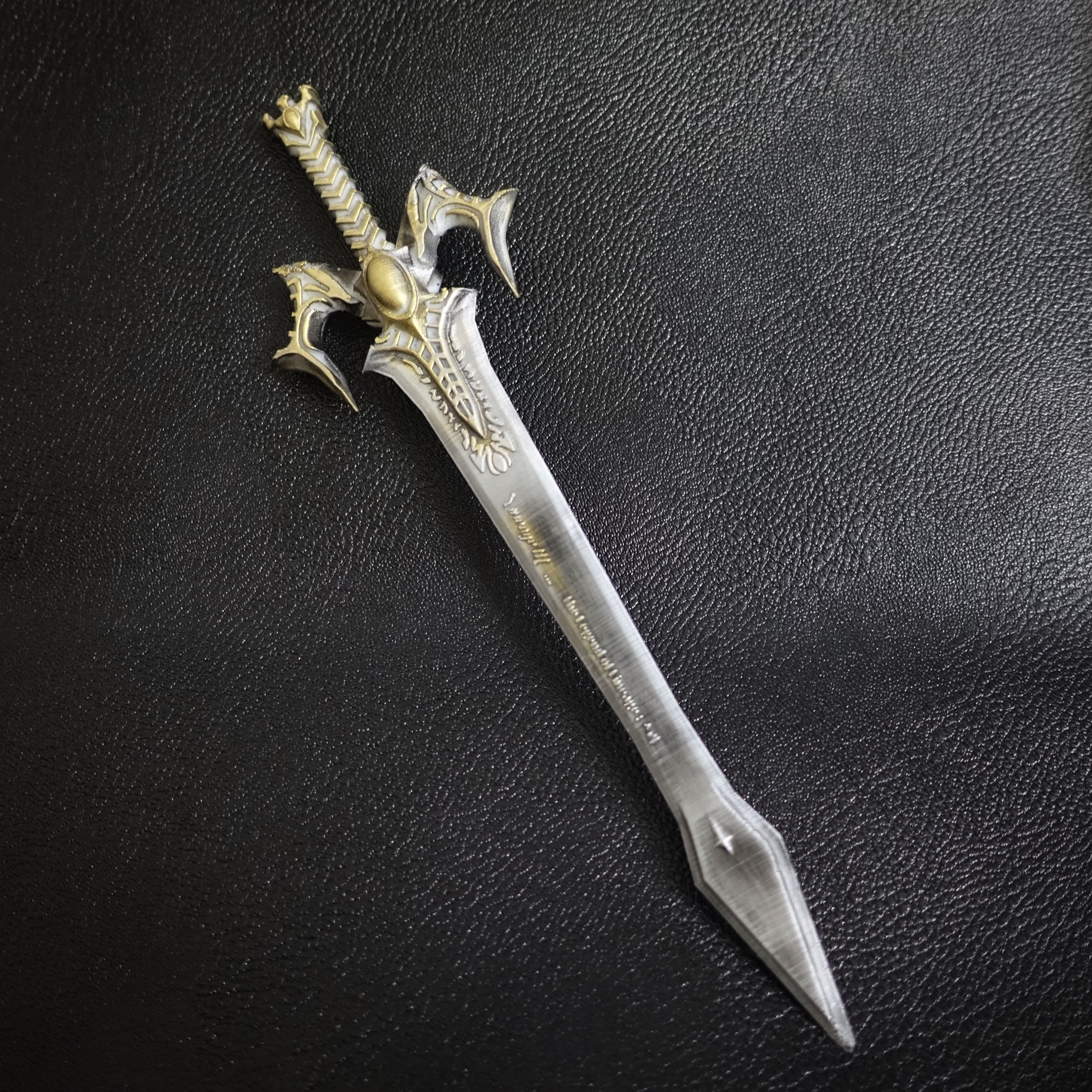
진명황의 집행검을 축소 복원한 미니어처 모델. 엔씨소프트의 게임 리니지 시리즈에서 진명황의 집행검은 최강의 무기로 꼽혔으며, 억대의 현금 가치를 기록했다.

진명황의 집행검, 줄여서 집행검은 대한민국의 게임 회사 엔씨소프트가 서비스하는 온라인 게임 리니지2, 모바일 게임 리니지M에 등장하는 양손검 아이템이다. 2007년 3월 리니지2에 추가된 집행검은 게임 스토리상 다크엘프 종족의 수장인 '진명황 단테스'의 것으로 설정되어 있다. 양손검 계열 무기의 버프와 아이템 자체의 높은 능력치로 진명황의 집행검은 리니지 최강의 무기이자 게임의 상징이 되었으나, 제작 기간만 6개월~1년을 요구하는 까다로운 제작 방식으로 인해 극히 희소했다.
제작의 난이도와, 다른 아이템과는 달리 첫 '인챈트' 시에도 파괴될 수 있다는 리스크로 인해 집행검의 가치는 인챈트되지 않은 것도 현금 3,500만원, 4번 강화된 경우 1억 2,500만원을 호가하기도 했다. 2011년 한 아이템 거래 사이트에서는 이벤트 1등 경품으로 황금 100돈과 함께 진명황의 집행검을 거는 등 아이템의 가치가 갈수록 높아지자, 집행검은 집을 팔아야 살 수 있다는 뜻으로 집판검이라고도 불렸다. 이후로도 집행검의 최고 인챈트 기록이 갱신될 때마다 언론의 주목을 받았으나, 2015년 이래 게임 유저 수 감소 및 그로 인한 시장 내 매물 증가로 집행검의 가치는 점점 하락했다.
값비싼 집행검을 둘러싸고 게임 내·외부에서 이따금 분쟁이 발생했다. 한 인터넷 방송인은 게임 내 시스템을 악용하여 상대 혈맹원이 갖고 있던 집행검을 소멸시키는 한편, 2011년에는 한 유저가 엔씨소프트 측에 자신의 집행검을 훔쳐 간 사기범들의 처벌과 아이템 복구를 요청했다가 거절당하자 게임사를 고소했다. 2013년에는 60대 여성이 민법의 '착오'라는 개념 등을 인용하여, 인챈트 실패로 사라진 집행검을 복구해 달라는 청구 소송을 제기하였으나 패소했다.
2020년 한국시리즈에서 NC 다이노스의 우승을 맞아, 선수들은 구단에서 미리 준비한 집행검 모양의 트로피를 드는 세레머니를 펼쳤다. 집행검 트로피는 155cm 크기, 한 손으로 들 수 있는 무게로 제작되었다. 김택진 사장이 직접 마운드로 올라 집행검을 공개하고, 주장이자 리니지 유저인 양의지 선수가 들어올리는 식으로 진행되었다. 집행검 세레머니는 여러 언론에서도 긍정적인 평가를 받았다.

## 게임 내 등장
진명황의 집행검은 2007년 3월 리니지의 '시즌 2 엇갈린 증오'의 마지막 에피소드 '피할 수 없는 운명' 업데이트를 맞아, 시드랏슈 서버에서 라스타바드 던전과 함께 추가된다. 여기서 등장한 '진명황 단테스'는 게임 스토리 상 다크엘프 종족의 수장이자 장로 '대법관' 8명과 명왕 4명을 휘하에 둔 라스타바드 던전의 지배자였다. 그는 반왕 켄라우헬과 함께, 번영하던 글루디오 마을을 멸망시키기도 했다. 그러나 단테스는 명왕 중 한 명의 계략에 넘어가 이계의 신 '기르타스'를 소환하다가 동족 대다수와 함께 사망하고, 플레이어가 게임을 플레이하는 시점에서는 던전 깊숙한 곳에 육신만 겨우 자리잡아 그저 대화만 가능한 NPC로 전락한다. 그의 옆에 놓인 검이자, 배반자인 명왕들의 집행을 위한 검, 기르타스의 소환과 함께 죽은 단테스와 다크엘프 종족의 원한이 서린 검이 바로 '진명황의 집행검'이다.
진명황의 집행검이 첫 등장한 2007년 당시, 방패를 사용할 수 없는 양손검 계열 무기는 유저들에게 환영받지 못했다. 그러나 2008년 양손검 공격 속도 향상, 양손검 전용 스킬 '쇼크 스턴' 추가, 기사 직업에 적의 공격을 반사하는 양손검 스킬 '카운터 배리어' 추가 등 패치로 성능이 좋아졌다. 기본 능력치도 일반 근접 무기보다 3배 이상 공격력이 높아 기존의 '일본도', '레이피어'를 제치고 최강의 아이템 칭호를 얻었으며, 더 나아가 리니지 시리즈의 상징이 되었다. 엔씨소프트 측은 2010년 12월 인벤과의 인터뷰에서 진명황의 집행검을 두고 "아이템의 피라미드에서 최상급에 해당"한다고 언급했다.
그러나 진명황의 집행검은 까다로운 제작 방식 탓에 극히 희소했다. 집행검을 제작하려면 100만 아데나(리니지 화폐), 오리하르콘 판금 10개, 미스릴 판금 10개, 은 판금 10개, 황금 판금 10개, 백금판금 10개, 블랙 미스릴 100개, 라스타바드 무기 제작 비법서 1개, 무관의 양손검 1개, 어둠의 광석 500개, 그랑카인의 눈물 10개 등의 재료가 필요했다. 모두 몬스터 사냥으로 얻을 수 있는 아이템이었으나, 드롭 확률은 랜덤이라 모으는 데 많은 시간이 걸렸다. 개인 유저는 수집하기가 거의 불가능하였고, 거대 혈맹이라고 해도 전부 모으는 데 6개월~1년 정도의 시간이 필요했다. 특히 핵심 재료인 '라스타바드 역사서' 8종은 진명황의 8장로 '대법관' 들을 쓰러트려야 한 종류씩 '봉인' 상태로 얻을 수 있었다. 봉인된 채로는 판매도 불가능하였고, 집행검 제작을 위해 봉인을 해제할 시 일정 확률로 역사서가 사라져 제작 난이도를 더욱 높였다. 실제로 집행검은 게임에 추가된 이후 8개월이 지나서야 처음으로 등장했다. 2010년 기준 진명황의 집행검 소유자는 전체 리니지 사용자를 통틀어 40여 명에 불과했다.
2017년 3월 후속작인 모바일 게임 리니지M의 게임 홍보 영상 말미에 유저들의 거래창에서 진명황의 집행검이 등장했다. 같은 해 5월 16일 서울 강남 역삼동 더라움에서 열린 리니지M 미디어 쇼케이스에서 엔씨소프트의 이성구 상무는 공성전을 통해 최고의 혈맹에게는 진명황의 집행검이 지급된다고 언급했다. 리니지M에서 집행검의 제작 재료는 '신화 제작 비법서', '드래곤의 숨결' 4종 등으로 리니지 시리즈 본편과는 달랐다. 집행검은 리니지M에서도 24번 강화된 '무관의 양손검'보다 더 좋은 능력치를 지녀 위상을 그대로 유지했다. 2019년 3월 12일 리니지M의 데포로쥬02 서버 유저 'K탱크'가 전 서버 최초로 집행검을 제작했다. 엔씨소프트는 이를 기념하여 모든 유저에게 '아인하사드의 축복'이라는 아이템 300개를 지급했다.
그 외 2016년 이츠게임즈에서 발매된, 리니지의 IP 침해 논란을 빚은 모바일 게임 '아덴'에서는 해당 아이템 이름에서 한 글자 모자란 '명황의 집행검'이 등장했다.

## 가치
MMORPG 게임인 리니지2는 대규모 업데이트마다 강력한 성능의 신규 아이템을 출시하였고, 그에 따라 시장 가격도 급변했다. 희귀하거나 '인챈트'를 통해 강화된 아이템은 더더욱 가격이 상승했다. 예를 들어 9번 강화된 아이템은 2000년대 초반 현금 100만원 이상에 거래되었고, '+9 싸울아비 장검'이란 아이템은 400만원을 호가했다. 그러나 까다로운 제작법과, 다른 아이템과 달리 첫 강화 시에도 파괴될 수 있어 희귀하였던 '진명황의 집행검'은 예외였다. 인챈트 횟수가 0인 집행검도 2008년 1,800만원대에 거래되었으며, 2015년에는 3,500만원대에 이르렀다. 4번 강화한 '+4 집행검'은 2013년 1억 2천만원을 호가했다. 2011년 한 아이템 거래 사이트에서는 이벤트 1등 경품으로 황금 100돈, 중형차 기아 K5와 함께 진명황의 집행검을 걸었다. 이처럼 가격이 날이 갈수록 고공행진하자, 집행검은 '집을 팔아야 살 수 있는 검'이라는 뜻의 '집판검'으로도 불렸다.
집행검의 인챈트 기록은 갱신될 때마다 언론에서 보도되었다. 2015년 8월 9일, 쥬드 서버의 유저 'ID아카디아'가 '+5 진명황의 집행검'의 인증 스크린샷을 올리자 기사화되기도 했다. '+5 집행검'의 가격은 5억원 이상일 것이라는 소문이 있었지만, 실제로는 성능에 비해 너무 높은 가격으로 인해 거래가 불발되었다고 한다. 2017년에는 8번 인챈트에 성공한 집행검이 등장했다. 3년 뒤인 2020년 5월 14일에는 데포로쥬 서버의 '드렁몰라'가 '+9 집행검'을 완성했다. 엔씨소프트는 이를 기념하여 모든 서버에 특별 버프 동상을 세우는 한편, 드렁몰라에게 순금과 다이아몬드로 만들어진 실물 집행검을 선물했다.
집행검의 가치는 2015년 '잊혀진 섬'의 업데이트로 라스타바드 던전이 사라진 이후 하락한다. 집행검 제작 재료를 독점하기 위해 일부 혈맹에서 라스타바드 던전을 '통제'하여 일반 사용자들의 진입을 막자, 엔씨소프트는 2011년 라스타바드 던전에 사냥터 통제 행위 방지, 시간제 적용 및 입장 가능 요일 지정 등 조치를 취했다. 그러나 이로 인해 집행검의 제작 난이도는 더욱 올라갔고, 유저들의 분쟁은 계속되자 2015년 엔씨소프트는 던전을 아예 삭제한다. 이 패치로 보스 몬스터 '대법관'도 함께 사라지면서, 집행검의 제작 재료인 '봉인된 역사서'를 더는 획득할 수 없게 되었다. 이후 제작 재료는 엔씨소프트의 랜덤박스에서나 등장하는 등 정상적인 활동으로는 취득할 수 없었다. 여기에 회사의 지나친 캐시 아이템 남발로 게임을 그만두는 유저들의 아이템이 시중에 대량으로 유입되면서, 유저 감소와 맞물려 2017년 3월 집행검의 가격은 3천만원 아래로 떨어졌다. 집행검의 가치 하락을 막기 위해 엔씨소프트는 2017년 '라스타바드의 폐허'라는 이름으로 던전을 재개장하고 핵심 재료도 8개에서 4개로 줄이는 한편 무기의 능력치도 향상시켰으나, 리니지M 출시 이후로는 2천만원 이하의 가격대를 기록했다. 리니지 리마스터 패치 이후에는 성능이 더 좋은 '아인하사드의 섬광'과 '그랑카인의 심판'이 등장하며 최강의 무기라는 직위도 사라졌다. '+10 집행검'을 주재료로 삼는 그랑카인의 심판은 2020년 10월 12일 최초로 제작되었다.

## 유저와의 분쟁
2011년 10월 리니지 스트리머인 BJ 인범은 PK(유저간 대결)로 상대 유저를 죽인 유저가 사망할 경우, 페널티로 아이템이 사라진다는 점을 악용하여 적대 혈맹의 유저였던 '백룡사랑'의 집행검을 소멸시켰다. 인범은 백룡사랑과의 PK에서 고의로 사망한 뒤, 그가 아지트로 돌아갈 때 '매스텔레포트'를 이용해 강제로 자기 편의 유저들이 있는 곳으로 이동, 일점사하여 사살한다. 이후 PK 페널티로 백룡사랑은 진명황의 집행검을 잃었고, 인범의 행위는 '최악의 PK'로 회자되었다. 게임 웹진 인벤의 장요한 기자는 가해자 처벌 및 시스템 개선이 없는 데 대해 일부 유저들이 분노했다고 전했다.

### 집행검 복구 소송
2011년 리니지의 한 유저는 게임 내 모임에 참여했다가, 자신을 '거지'라고 놀리던 다른 유저의 도발에 넘어가 진명황의 집행검을 바닥에 내리며 '이래도 내가 거지냐?'라고 채팅을 했다. 그 순간 멧돼지로 둔갑해 있던 공범이 바닥에 놓여 있던 집행검을 줍고 도주하자, 이 유저는 회사 측에 사기범들의 처벌과 아이템 복구를 요청했다. 엔씨소프트는 가해자들의 계정을 영구 정지하였으나, 아이템의 복구는 '고객 스스로의 과실'로 인한 손실은 보상하지 않는다는 운영 규정을 들어 거절했다. 그 유저는 이에 반발하여 손해배상 청구 소송을 제기했다. 또한 멧돼지 일당을 점유이탈물횡령죄 혐의로 고소하였으나, 아이템은 실제 물건이 아니라는 이유로 인정받지 못했다.
한편 2013년 5월 30일, 60대 여성이 엔씨소프트를 상대로 인챈트 실패로 사라진 진명황의 집행검을 복구해 달라며 소송했다. 2012년 4월부터 시작하여 7달만에 게임 레벨 70을 달성한 이 유저는 '법률행위의 중요 부분에 착오가 있을 때는 의사표시를 취소할 수 있다'는 민법 규정을 들어, 다른 아이템을 인챈트하려다 벌어진 '착오'로 집행검이 소멸되었다고 주장했다. 재판을 심리한 서울중앙지방법원은 원고 패소 판결을 내렸다. 사건 특성상 게임 용어가 다수 사용된 이 판결문에는 다음과 같은 이유를 들어 집행검 인챈트 행위가 착오로 벌어진 것이라 보기 힘들다고 서술되어 있다.

1. 무기와 방어구는 인챈트를 위한 마법 주문서가 서로 다른데, 원고는 집행검 인챈트 이전 무기 인챈트 주문서를 구입한 점
2. 집행검에 걸린, 본인인증으로만 풀 수 있는 '봉인'을 풀었다가 다시 봉인하고는, 또 다시 해제한 이후 인챈트를 시도한 점
3. 집행검을 봉인해 두고 나서 인챈트하기 전까지 다른 방어구 인챈트를 시도했고, 집행검 인챈트 직전에 체력의 가더 인챈트가 실패하자 바로 무기 인챈트 마법 주문서를 사서 인챈트를 한 데다가, 인챈트 실패로 진명황의 집행검이 사라진 것을 보고도 룸티스의 푸른 귀걸이를 다시 인챈트 시도한 점
4. 원고는 진명황의 집행검의 가치가 높고 인챈트에 성공해도 그 이득이 그리 높지 않아 위험을 부담할 아이템이 아니라고 주장하지만 해당 서버 내에서 진명황의 집행검을 인챈트 시도한 다른 사람도 있는 등, 가치 상승에 대한 유인이 없다고 하긴 어렵다는 점
5. 원고의 레벨이 70에 달하고, 이전에 진명황의 집행검 인챈트를 한 차례 성공한 점.
6. 원고는 피고 회사(NC소프트)가 인챈트 실패시 아이템 소멸 위험성을 고지하지 않아서 착오를 일으켰다고 주장하지만, 이미 여러 차례 인챈트를 해 보면서 실패시 아이템 소멸 위험성을 알고 있었던 데다가 봉인 해제, 마법 주문서 구입 등 일정한 단계를 거쳐야 인챈트를 할 수 있는데 피고 회사가 고지하지 않아서 착오를 일으켰다고 보기 어려운 점.

## 집행검 트로피

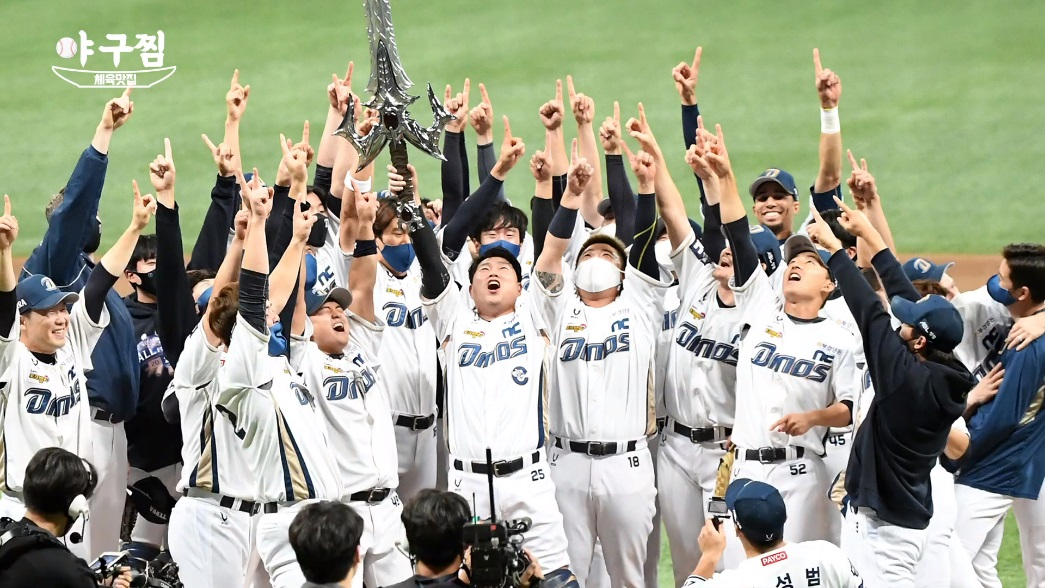
집행검 세레머니를 펼치는 NC다이노스 선수들

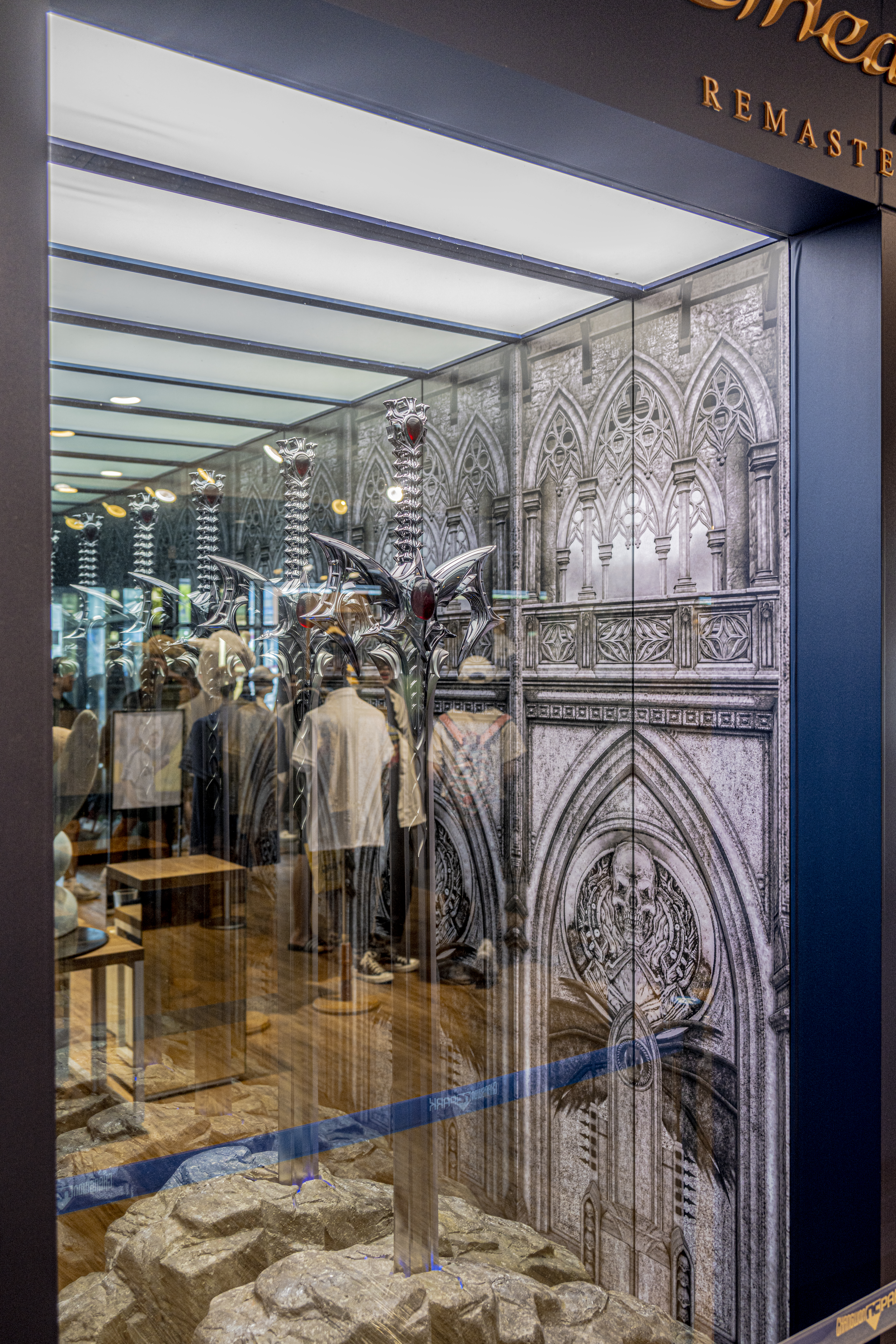
창원NC파크에 전시된 집행검 트로피 실물

2020년 한국시리즈를 앞두고 프로야구단 NC 다이노스 선수단은 우승 세레머니를 논의했다. 그러다 2루수인 박민우가 모기업 엔씨소프트의 게임에 등장하는 검을 활용하자는 아이디어를 냈고, 이것이 받아들여져 155cm의 집행검 모양 트로피가 완성되었다. 경기 이후인 11월 26일 박민우는 키움 히어로즈의 '대포 세레머니'가 마음에 들었다며, 그것과 비슷하면서도 NC의 특징이 드러나는 세레머니를 떠올리다가 집행검에 생각이 닿았다고 진술했다. 그러나 정작 게임을 한 적은 없어, 집행검의 실물은 우승 당일에나 알았다고 후술했다. 11월 27일 한국일보와의 인터뷰에서는 "아이디어를 낼 때부터 레전드로 남을 줄 알았다"며 '팬들의 기억에 오래 남으면서도 NC를 표현할 수 있고 NC만 할 수 있는 퍼포먼스'를 위해 진명황의 집행검을 소품으로 선택했다고 밝혔다. 구단 우승 시 사용하느냐, 시리즈 경기 중 더그아웃에 전시하느냐를 두고 구단과 논의한 끝에 제작 기간을 고려하여 우승 세레머니에서 공개하기로 했다고도 덧붙였다.
제작 과정은 외부로 유출되어 선수들의 경기력에 영향을 주지 않도록 비밀리에 진행되었고, 집행검 트로피는 마운드에 오르기 전 별도 장소에 보관되었다. 이런 비밀성을 이용하여 엔씨소프트는 우승 세레머니 전 게임 광고를 통해 집행검 스토리텔링을 전개했다. 엔씨소프트는 한국시리즈 내내 송출된 리니지2M 광고 영상에서, '따이'라는 추임새와 함께 검을 만드는 대장장이들을 보여주었다. 영상 속 대장장이로 분장한 사람들은 김택진 사장과 리니지2M 개발진이었다. 광고를 시청한 사람들 중 검의 정체를 파악한 사람은 아무도 없었다. 이 스토리텔링 광고는 NC 다이노스가 우승한 후, 김택진 사장이 마운드에 올라 트로피를 덮은 검은 천을 걷고 '손수 만든' 집행검을 공개하는 것으로 마무리되었다. 선수단 중에서도 집행검 공개 계획을 사전에 알고 있던 인물은 아이디어 제공자인 박민우와, 주장 양의지뿐이었다. 실제로 포수인 김태군은 집행검이 천에 씌워진 채로 마운드에 올라올 때까지도 그냥 트로피인 줄 알았다가, 검이 모습을 드러내자 선수들 모두 깜짝 놀랐다고 진술했다.
집행검 트로피는 안전을 위해 날카롭지 않게 제작되었으며, 사이즈와 무게 역시 선수들이 한 손으로 들 수 있도록 조절되었다. 집행검 세레머니의 전체적인 구도는 삼총사에서 모티브를 따 왔다. 검 모양 트로피는 삼총사의 검 3자루를 상징하는 한편, 트로피를 선수단 모두가 원으로 모여 들어올리는 세레머니는 작품의 유명 대사 'All for One, One for All' (하나를 위한 모두, 모두를 위한 하나)을 활용한 것이라고 한다. 트로피는 한국시리즈 MVP이자  유저인 양의지가 뽑아들었다. 실제로 양의지는 우승 후 KBS 인터뷰에서 "우승 보너스보다 10강 집행검이 조금 더 비싼 것 같아요. 선택을 하라면 10강 집행검을 택하겠습니다"라고 대답했다.
이 집행검 세레머니는 전현직 NC 다이노스 선수들과 여러 언론에서 긍정적인 평가를 받았다. 타자로 활동한 애런 알테어는 "난 우리의 검 세레모니가 정말 멋지고 인상이 깊었다. 누가 그런 생각을 했는지 모르겠지만 그 사람의 월급을 올려야 할 것 같다"라고 칭찬했다. 전 NC 다이노스 선수였던 에릭 테임즈, 재비어 스크러그스 역시 자신의 인스타그램에 집행검 세레머니 사진을 올리며 화답했다. MLB.com의 맷 모나건은 우승 세레머니를 두고 "마치 비디오 게임에서 최종 보스를 이기고 에메랄드 검을 얻은 것 같다"라고 평하며, 그 검이 엔씨소프트의 리니지에서 유래했다는 것도 설명했다. CBS Sports의 샤나 맥캐리스턴은 집행검 트로피를 '아주 거대한(gigantic) 검'이라 소개하며, '이 특이한 기념식을 보라'고 소감을 남겼다. 마니아타임즈의 김학수 편집국장은 NC 다이노스가 세리모니를 통해 승리를 위해 오랫동안 칼을 갈아왔다는 의도를 보여줄 수 있었다고 논평했다. 디 애슬래틱은 트위터에 세레머니 영상을 올리고 "스포츠 사상 최고의 트로피? 우린 그 방법을 이야기할 만큼 충분한 시간을 들이지 못했다. KBO리그의 챔피언 트로피는 말 그대로 검이다"라고 소개했다. 스포츠한국의 윤승재 기자는 "9년 전 ‘게임회사가 야구단을 운영할 수 없다’라고 코웃음 치던 이들을 한방 먹인 상징적인 세리머니가 아니었을까"라고 호평했다. 이코노믹리뷰의 전현수 기자는 집행검 트로피 아이디어가 선수단에서 나온 것을 두고, NC 다이노스 선수들이 엔씨소프트 브랜드에 충성심을 느끼고 있다는 방증이라고 주장했다. NH투자증권의 안재민 연구원은 증권가 리포트를 통해 "세리머니로 들어올린 집행검으로 인해 엔씨소프트의 브랜드 인지도 상승과 투자에 대한 철학이 부각되고, 기업가치에도 긍정적 영향이 기대된다"라고 진단했다. 동아일보의 조광민은 세레머니를 위해 엔씨소프트가 세운 마케팅 전략을 칭찬하며, 치밀한 준비를 통한 극적인 장면 연출로 집행검이 리니지 이용자들만 아는 비싼 아이템에서 승리의 상징으로 거듭났다고 논평했다.
2020 시즌 우승 이후 집행검 트로피 실물은 NC 다이노스의 홈구장인 창원NC파크로 운반되어 2024년 현재 창원NC파크 내 별도 공간에 전시되어 공개 중이다.